# Nuestra Señora de la Asunción (Philippinen)

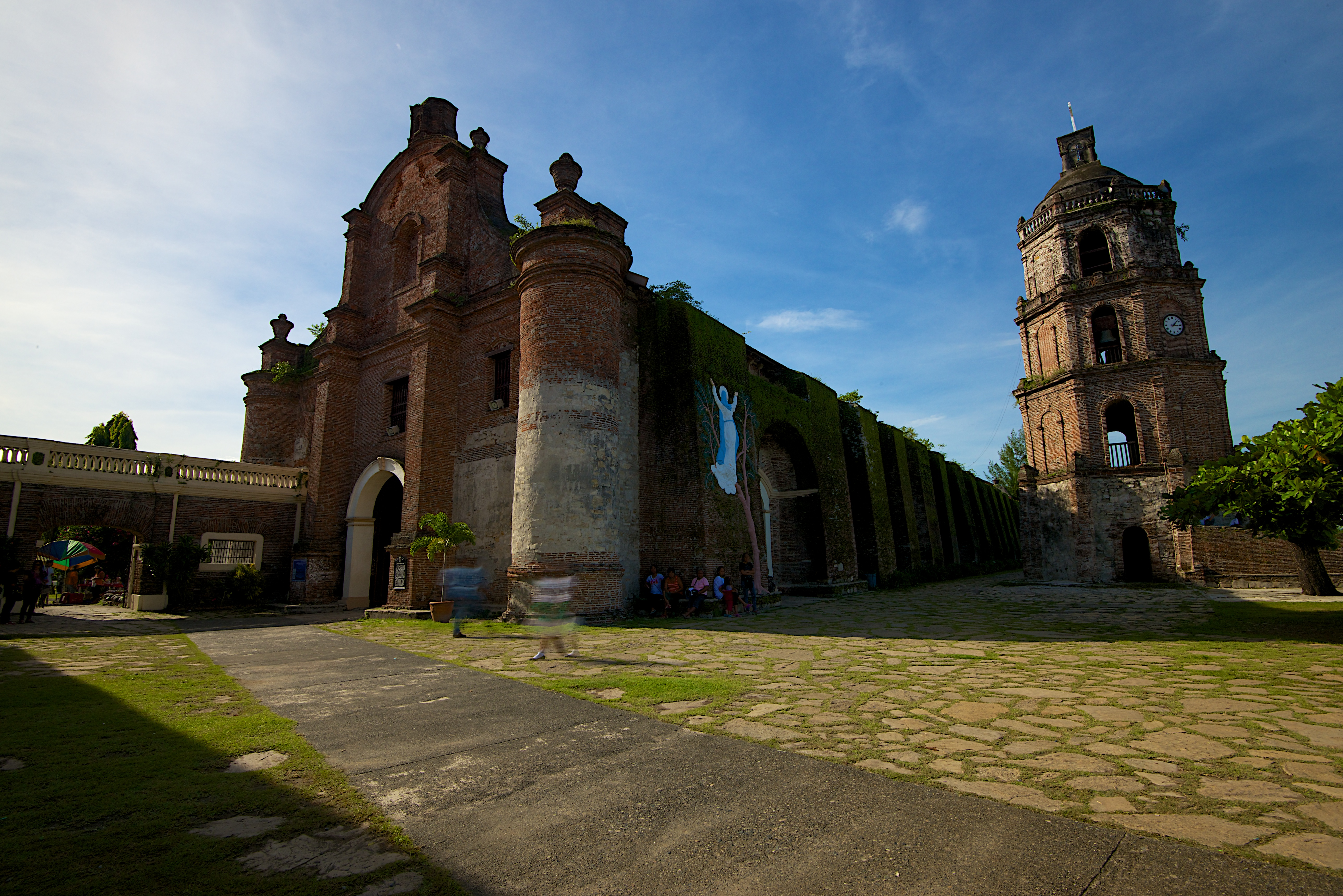
Kirche Nuestra Señora de la Asunción mit Glockenturm

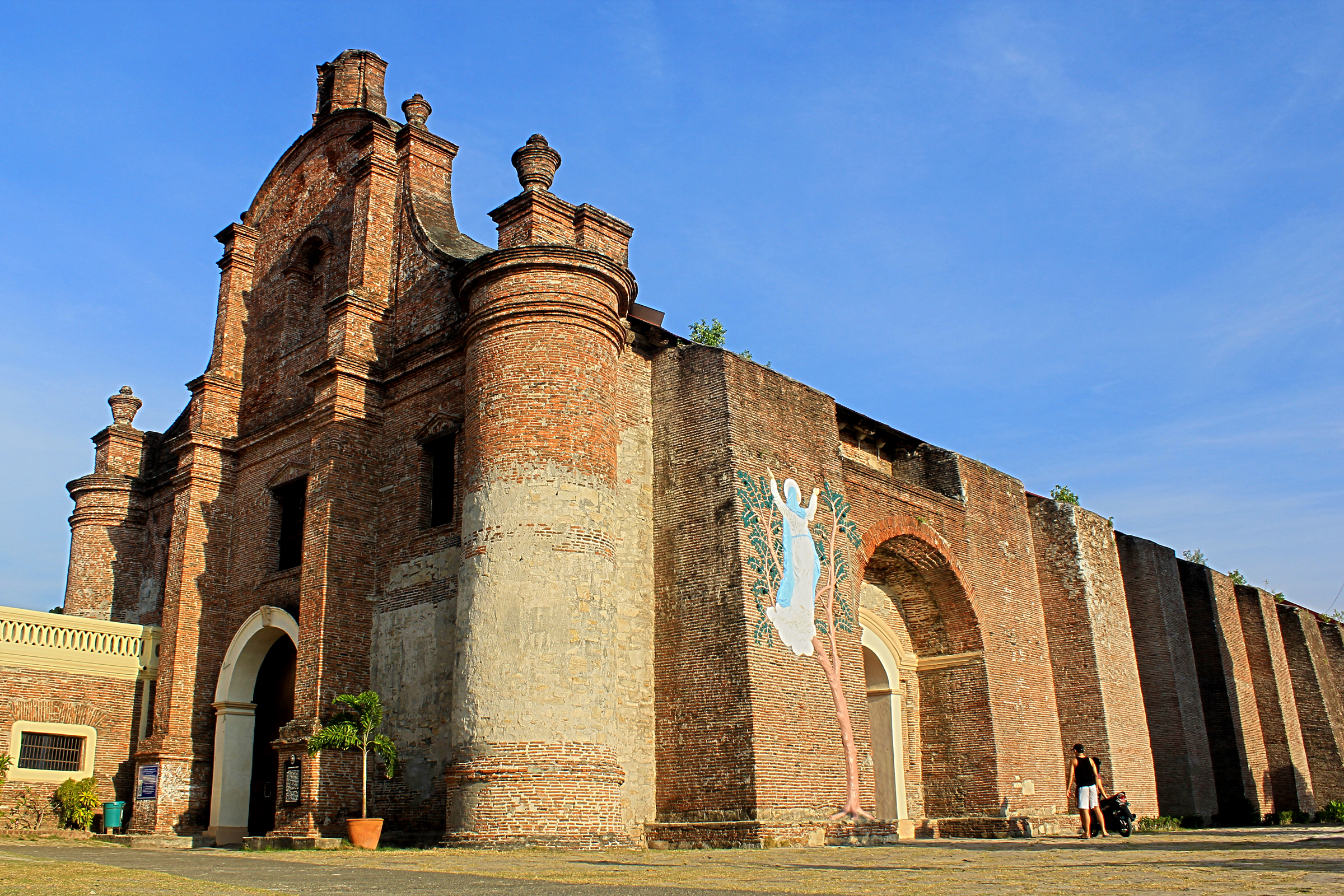
Kirche N. S. de la Asunción

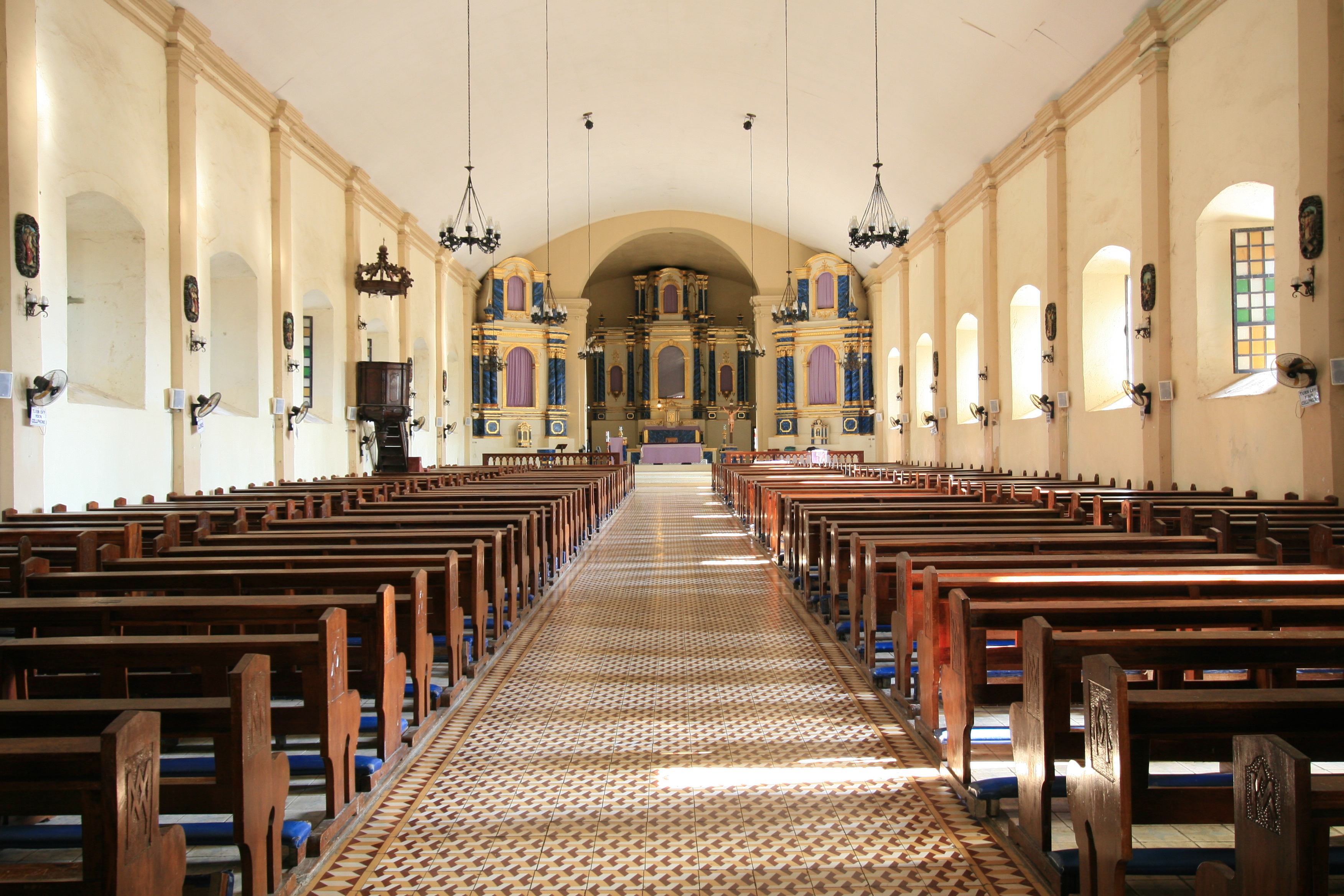
Dto., Kirchenschiff

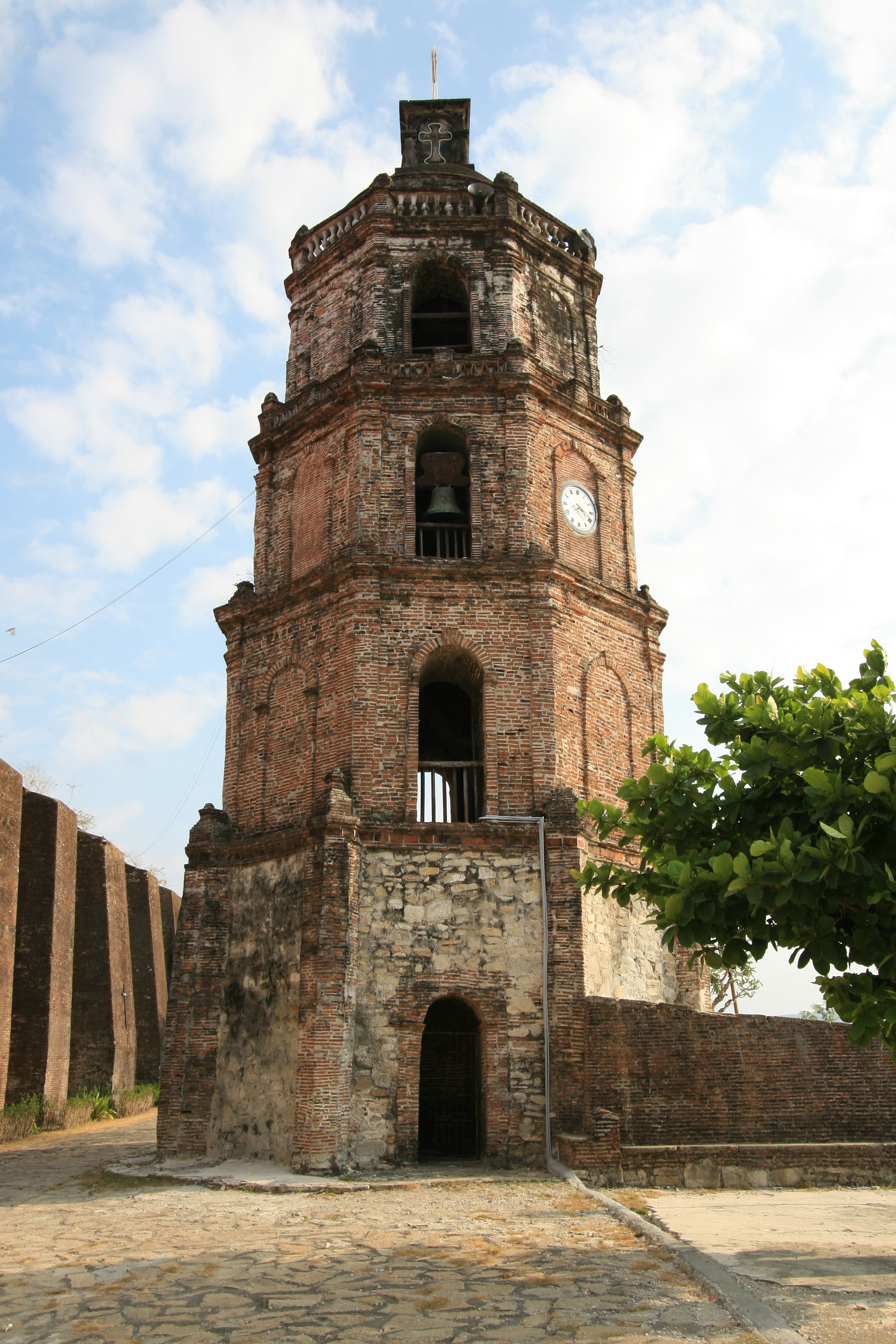
Glockenturm

Die Augustinerordens-Kirche Nuestra Señora de la Asunción oder auch Iglesia de Santa María in der Gemeinde Santa María in der Provinz Ilocos Sur im Westen der nordphilippinischen Insel Luzon ist der Himmelfahrt Mariens gewidmet. Sie ist einer der bedeutendsten historischen Kirchenbauten des Landes und gehört seit dem Jahr 1993 als Bestandteil der Barockkirchen der Philippinen zum UNESCO-Weltkulturerbe.

## Geschichte
Die an der Westküste der Insel Luzon gelegene Stadt Santa Maria war bis weit ins 16. Jahrhundert hinein nur ein Dorf, welches jedoch über eine kleine Kapelle verfügte, die dem Augustiner-Kloster in der Nachbarstadt Narvacan angegliedert war; diese wurde in mehr oder weniger regelmäßigen Zeitabständen von einem visiting priest aufgesucht. Legenden zufolge soll das Gnadenbild der Gottesmutter vor dem Bau der Kapelle an verschiedenen Stellen in der Umgebung aufbewahrt worden sein. Die heutige Kirche entstand um das Jahr 1765 auf einem gegen muslimische Piraten gut zu verteidigenden Hügel; mit dem Bau des freistehenden Glockenturms (campanario) wurde erst im Jahr 1810 begonnen. Um das Jahr 1863 wurde der gesamte Komplex mit einem Wall umgeben; auch der Glockenturm wurde wegen seiner zunehmenden Schrägstellung restauriert.

## Architektur

### Kirche
Die unverputzte einschiffige Backsteinkirche verfügt über drei Eingänge und ist knapp 100 m lang und gut 20 m breit; die Außenwände sind annähernd 1,50 m dick. Das Langhaus wird außen von mächtigen seitlichen Strebepfeilern stabilisiert. Herausragender Bauteil ist die von mächtigen seitlichen Treppentürmen gesicherte Fassade, deren Mittelteil zusätzlich durch vorspringende Strebepfeiler stabilisiert wurde; barocke Vasenaufsätze krönen die Seitentürme und die Seiten des gebogenen Giebelfelds. Die abgehängte verputzte Holzleistendecke im Innern ist segmentbogenartig gekrümmt und nur maximal 8 m hoch – sie verbirgt den Anblick des ursprünglich offenen, aber von Fledermäusen und Webspinnen besetzten Dachstuhls. Blickfang im Inneren sind die drei Altaraufsätze in der Apsis bzw. an der Rückwand des Kirchenschiffs.

### Glockenturm
Das Erd- und das Obergeschoss des ehemals verputzten viergeschossigen, etwa 26 m hohen Glockenturms bestehen größtenteils aus Bruchsteinen; die beiden mittleren Geschosse sind hingegen aus Backsteinen gemauert. Der auf oktogonalem Grundriss errichtete, pagodenartig anmutende freistehende Turm schließt nach oben mit einer Balustrade ab, hinter der sich eine Kuppel verbirgt. Die Fenster bzw. Schallöffnungen auf vier seiner Seiten sind geöffnet; die anderen sind – möglicherweise aus Stabilitätsgründen – vermauert. Der Turm steht infolge von Fundamentierungsschäden leicht schräg.